# Vila Velha de Ródão
Vila Velha de Ródão és un municipi portuguès al districte de Castelo Branco, a la regió del Centre i a la subregió de Beira Interior Sul. L'any 2004 tenia 3.802 habitants. Es divideix en 4 freguesias (Fratel, Perais, Sarnadas de Ródão i Vila Velha de Ródão). Limita al nord i est amb Castelo Branco, al sud-est amb Extremadura, al sud amb Nisa i a l'oest amb Mação i Proença-a-Nova.
| 1801 | 1849 | 1900 | 1930 | 1960 | 1981 | 1991 | 2001 | 2004 |
| ---- | ---- | ---- | ---- | ---- | ---- | ---- | ---- | ---- |
| 2665 | 3975 | 6633 | 8753 | 8039 | 5605 | 4960 | 3802 | 4098 |